# Заблоце (Сім'ятицький повіт)
Заблоце (пол. Zabłocie) — село в Польщі, у гміні Нурець-Станція Сім'ятицького повіту Підляського воєводства.
Населення — 74 особи (2011).
У 1975-1998 роках село належало до Білостоцького воєводства.

## Демографія
Демографічна структура станом на 31 березня 2011 року:
|          | Загалом | Допрацездатний вік | Працездатний вік | Постпрацездатний вік |
| -------- | ------- | ------------------ | ---------------- | -------------------- |
| Чоловіки | 43      | 5                  | 30               | 8                    |
| Жінки    | 31      | 7                  | 15               | 9                    |
| Разом    | 74      | 12                 | 45               | 17                   |